# Teleskop Cassegraina

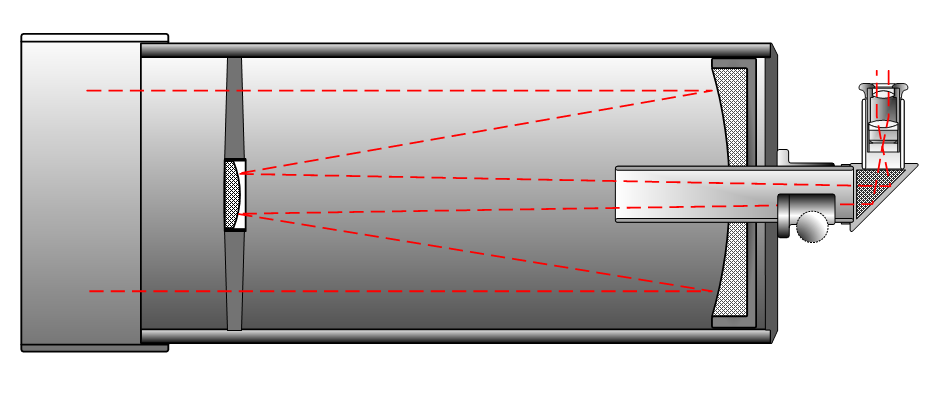
Bieg światła w teleskopie Cassegraina

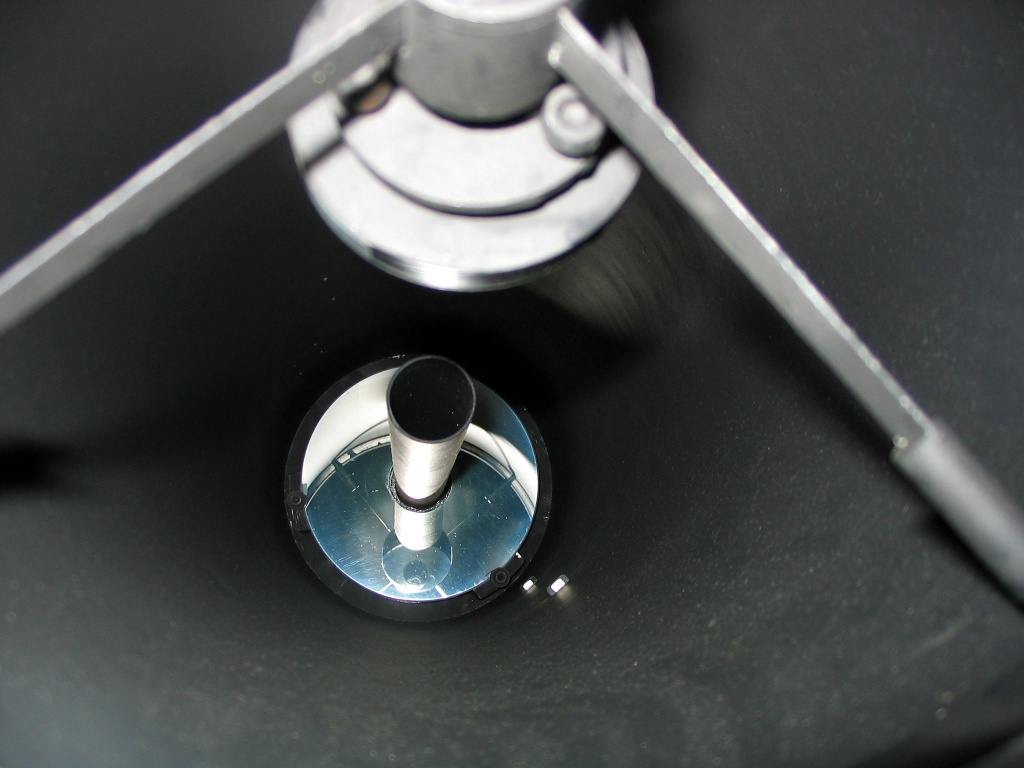
Wnętrze teleskopu Cassegraina

Teleskop Cassegraina – rodzaj teleskopu zwierciadlanego. 
Jego nazwa pochodzi od nazwiska projektanta, francuskiego księdza i fizyka, Laurenta Cassegraina, żyjącego w XVII wieku. Projekt ten został opracowany w 1672 roku, dwa lata po teleskopie Newtona. Teleskop Cassegraina składa się z dwóch zwierciadeł, których osie optyczne leżą na jednej prostej. Stożek światła odbitego od wklęsłego, paraboloidalnego zwierciadła głównego jest skierowany na wypukłe, hiperboliczne zwierciadło wtórne, po czym trafia przez otwór w głównym zwierciadle do ogniska znajdującego się za nim. Prace Cassegraina opisujące ten temat nie zostały opublikowane po krytycznej ocenie Christiaana Huygensa, który zapewne obawiał się konkurencji dla teleskopu Newtona. Dlatego też projekt tego teleskopu został na długo zapomniany. Współcześnie część profesjonalnych teleskopów zwierciadlanych jest typu Cassegraina.